# Елисеев, Борис Петрович
Бори́с Петро́вич Елисе́ев (род. 22 февраля 1957 года, Южно-Сахалинск, СССР) — российский учёный-юрист, ректор Московского государственного технического университета гражданской авиации (МГТУ ГА), действительный государственный советник Российской Федерации третьего класса. 

## Биография
В 1982 году окончил юридический факультет Дальневосточного государственного университета, в 1992 году — аспирантуру Российской академии управления.
Трудовую деятельность начал в 1974 году, в период 1975—1977 годов служил в Вооружённых силах СССР. Затем работал на производстве, служил в правоохранительных и исполнительных органах власти Сахалинской области. С 1984 по 1987 годы работал в системе рыбной промышленности, в том числе, в группе Министерства рыбного хозяйства СССР в ГДР, в г. Штральзунд (Stralsund). С 1988 года на преподавательской работе в городе Хабаровске. 
В 1995 году получил назначение в Администрацию Президента РФ. Работал заместителем начальника отдела по работе с полномочными представителями президента Управления по работе с территориями, начальником отдела оперативной политической информации в Главном программно-аналитическом управлении Президента России, заместителем начальника Управления Президента РФ по связям с общественностью. 
В 1999 году направлен на работу в ОАО «Аэрофлот» на должность заместителя генерального директора.
В 2007 году стал ректором Московского государственного технического университета гражданской авиации (МГТУ ГА). Переизбран в 2013 и в 2018 годах. Под руководством Елисеева МГТУ ГА получил широкую известность и признание во многих странах ближнего и дальнего зарубежья и превратился в крупный научно-образовательный комплекс, который сегодня имеет шесть филиалов в разных регионах России и в котором обучается 11800 студентов и курсантов. Борис Елисеев стал первым ректором университета, который начал системную подготовку специалистов с высшим, средним-профессиональным и дополнительным образованием по эксплуатации БПЛА.

## Научная деятельность

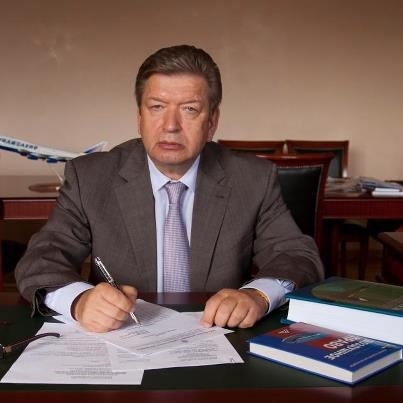

В 1992 году в Российской академии управления защитил диссертацию на соискание учёной степени кандидата юридических наук по теме «Институт президента Российской Федерации» (специальность 12.00.02 — Конституционное право; государственное управление; административное право; муниципальное право).
В 1998 году в Российской академии государственной службы при Президенте Российской Федерации защитил диссертацию на соискание учёной степени доктора юридических наук по теме «Система органов государственной власти в Российской Федерации» (специальность 12.00.02 — Конституционное право; государственное управление; административное право; муниципальное право).
В 2004 году присвоено учёное звание профессора. С 2014 года руководит Диссертационным советом МГТУ ГА по техническим наукам.
В 2011 году в Уфимском государственном авиационном техническом университете защитил диссертацию на соискание учёной степени доктора технических наук по теме «Методология системотехнического управления профессиональным образованием в гражданской авиации» (специальность 05.13.10 — управление с социальных и экономических системах). Представители сообщества «Диссернет» обнаружили в диссертации, по их мнению, некорректные заимствования и подали заявление о лишении учёной степени, которое рассматривалось четыре раза. 25 января 2019 года приказом Минобрнауки России лишён данной учёной степени. Елисеевым подано заявление о незаконности принятого решения в Генеральную прокуратуру РФ, а также иск в Коптевский районный суд г. Москвы. 29 августа 2022 года основатель сообщества «Диссернет» Андрей Заякин был задержан, ему предъявлено обвинение по части 1 статьи 282.3 УК РФ («финансирование экстремистской деятельности»). 
Елисеев подготовил 16 кандидатов юридических и социологических наук. 

## Общественная деятельность и увлечения
Елисеев член Коллегии Федерального агентства воздушного транспорта (Росавиация). Он также входил или входит в состав Центрального комитета профсоюза авиаработников, Совета заслуженных юристов России, Общественного совета при Следственном комитете Российской Федерации, Общественного совета при Росавиации.
Действительный член РАЕН. 
Кандидат в мастера спорта СССР по боксу. Играет в большой теннис, занимается беговыми лыжами.

## Награды и звания
Почётный профессор Технологического университета Нинбо (КНР). Заместитель председателя Совета по образованию и науке в составе координационного транспортного совещания государств СНГ. В сентябре 2015 года избран сопредседателем Ассоциации ректоров транспортных вузов России и Китая.
В 1986 году президентом Общества германо-советской дружбы (нем. Gesellschaft fur Deutsch-Sowjetische Freundschaft, DSF) Эрихом Мюккенбергером (нем. Erich Muckenberger) награждён Почётной грамотой Общества.
В 2011 году награждён медалью Республики Вьетнам за заслуги в образовании и подготовке кадров, а в 2017 — почетным знаком министерства транспорта Вьетнама с занесением в Золотую книгу транспортного ведомства.
- Орден Александра Невского
- Орден Дружбы (2019)[8]
- Орден Почёта (02.02.13) — за достигнутые трудовые успехи и многолетнюю добросовестную работу[9]
- Юбилейная медаль «100 лет гражданской авиации России» (2023)
- Заслуженный юрист РФ[10]
- Почётный работник высшего профессионального образования РФ,
- Почётная грамота Правительства РФ[11]
- Медаль «100 лет военно-воздушных сил»
- Орден «Полярная Звезда» (Монголия) — за большой личный вклад в развитие сотрудничества в области образования, культуры и науки, а также за расширение деловых связей между Россией и Монголией в сфере гражданской авиации
- Золотая медаль Труда (Камбоджа),
- Медаль Следственного комитета «За содействие»
- Отраслевые награды и знаки: "Отличник Аэрофлота", "Отличник воздушного транспорта"
- Памятная медаль «XXII Олимпийские зимние игры и XI Паралимпийские зимние игры 2014 года в г. Сочи»[12]
- Кандидат в мастера спорта СССР по боксу